# Steinhaus (Ernen)
Steinhaus is een plaats en voormalige gemeente in het Zwitserse kanton Wallis en maakt sinds 1 oktober 2004 deel uit van de gemeente Ernen in het district Goms.